# 貝森雷普湖
53°15′11″N 13°06′37″E / 53.25305°N 13.11029°E
貝森雷普湖（德語：Besenreepsee），是德國的湖泊，位於該國東北部，由梅克倫堡-前波美拉尼亞州負責管轄，處於梅克倫堡湖區縣，長0.43公里、寬0.2公里，面積0.08平方公里，海拔高度57米。